# Эрле, Франц
Франц Эрле (нем. Franz Ehrle; 17 октября 1845, Исни, Королевство Вюртемберг — 31 марта 1934, Рим, королевство Италия) — немецкий куриальный кардинал и ватиканский сановник, иезуит. Про-префект Ватиканской Апостольской Библиотеки с января по июнь 1895. Про-префект Ватиканской Апостольской Библиотеки с 1895 по 1914. Библиотекарь и архивариус Святой Римской Церкви с 17 апреля 1929 по 31 марта 1934. Кардинал-дьякон с 11 декабря 1922, с титулярной диаконией Сан-Чезарео-ин-Палатио с 14 декабря 1922. Член-корреспондент Американской академии медиевистики (1926).